# Zákupy (stacja kolejowa)
Zákupy – stacja kolejowa w miejscowości Zákupy, w kraju libereckim, w Czechach. Jest ważnym węzłem kolejowym o znaczeniu regionalnym. Znajduje się na wysokości 270 m n.p.m.
Jest zarządzana przez Správę železnic. Na stacji nie ma możliwości zakupu biletów, a obsługa podróżnych odbywa się w pociągu.

## Linie kolejowe
- 086 Liberec - Česká Lípa